# 三菱商事
三菱商事（日语：／ Mitsubishi shōji */?）是一家日本貿易商，與日本郵船同為三菱集團的源流企業，為日本最大的綜合商社之一。

## 歷史
三菱商事的起源，可追溯至江戶幕府末期由坂本龍馬成立的「海援隊」；近江屋事件發生後，先由後藤象二郎承繼，岩崎彌太郎接手後改組為「九十九商會」，並先後改名為「三菱商會」、「三菱蒸汽船会社」（現今日本郵船的前身「郵便汽船三菱會社」由此分拆）和「三菱社」（1881年成立）。
岩崎彌太郎在1885年去世後，其弟岩崎彌之助繼承事業，先於1881年買下高島礦場，又在1884年接收當時為官營的長崎造船所（兩者皆位於今長崎市），由此發展出三菱財閥的多角化事業。1893年，日本實施《商法》，「三菱社」改組為「三菱合資會社」，並由岩崎彌太郎的長子岩崎久彌接任第三代掌門人。
第一次世界大戰結束後，三菱的事業版圖快速擴張，第四代掌門人岩崎小彌太（岩崎彌之助的長子）因而決定將各事業部門獨立出來，僅留下核心的貿易業務，並於1918年正式改組為「三菱商事」。
今日，三菱商事除了以貿易仲介為中心之外，亦橫跨了資源開發、食品流通、零售通路，業務範圍相當多元。三菱商事與三井物產、伊藤忠商事、住友商事、丸紅、豐田通商、双日等公司，並列為日本的「七大商社」之一。
2017年，三菱商事贊助2017年阿斯塔納世界博覽會日本館的建設及營運。

## 關聯條目
- 岩崎家
- 三菱日聯金融集團
- 三菱集團
- 三菱汽車
- 三菱財閥
- 三菱扶桑
- Ponta

## 外部連結
- 官方网站 （日語）（英文）（简体中文）